# 成都機車車輛廠廠部大樓
成都機車車輛廠廠部大樓位於四川省成都市成華區，文物遺址年代判定為1952年。2012年7月16日公佈為第八批四川省文物保護單位。
成都機車車輛廠廠部大樓位於四川省成都市成華區二仙橋街道二仙橋北路街31號，成都機車車輛廠廠內。大樓修建於1952年，由蘇聯援助修建，原為成都機車車輛廠廠部大樓，現為鐵道部駐成都機車車輛驗收室。建築共二層，坐東北向西南，總占地面積為693平方米，系磚木結構，大體呈“牛”狀分佈。建築長42米，寬14米，高14.6米。成都機車車輛廠廠部大樓為一座中蘇結合式建築，為研究20世紀50年代成都的工業建築提供了實物資料。